# Лайбніц
Лайбниц (нім. Leibnitz; словен. Lipnica) — місто в Австрії, у федеральній землі Штирія.
Є центром округу Лайбниц. Населення становить 12176 осіб (на 31 грудня 2016 року). Займає площу 23,53 км². Офіційний код — 6 10 53.

## Історія
Місто спочатку називався Lipnizza і мало слов'янське населення. У літописах його історія починається з X століття. До XV століття вназва міста набула сучасного німецькомовниго звучання. Аж до початку XX століття населення міста ледве сягало кількох тисяч жителів.

## Політична ситуація
Бургомістр комуни — Хельмут Лайтенбергер (СДПА) за результатами виборів 2005 року, згодом неодноразово переобивася на цю посаду.
Рада представників комуни (нім. Gemeinderat) складається з 31 місць.
- СДПА займає 16 місць.
- АНП займає 8 місць.
- АПС займає 4 місце.
- Зелені займають 2 місце.
- Партія Parteiloser займає 1 місце.

## Відомі люди
- Менрад фон Гепперт (1770—1855) — австрійський військовий діяч, генерал.
- Томас Мустер (нар. 1967) — австрійський тенісист, колишня перша ракетка світу, переможець Ролан Гаррос-1995